# (3370) Kohsai
(3370) Kohsai es un asteroide perteneciente al cinturón de asteroides, descubierto el 4 de febrero de 1934 por Karl Wilhelm Reinmuth desde el Observatorio de Heidelberg-Königstuhl, Alemania.

## Designación y nombre
Designado provisionalmente como 1934 CU. Fue nombrado Kohsai en honor al astrónomo japonés Hiroki Kosai.